# Badr al-Busaidi
Sayyid Badr al-Busaidi (en arabe: بدر البوسعيدي), né le 30 mai 1960 à Mascate, est un diplomate et homme politique omanais.

## Biographie
Fils de Hamad al-Busaidi, secrétaire privé du sultan Saïd ibn Taimour puis ministre et conseiller personnel du sultan Qabus ibn Saïd, il effectue ses études en Angleterre, où il obtient un master en politique, philosophie and économie de l'université d'Oxford (1986).
De retour à Mascate en 1988, il entre au ministère des Affaires étrangères, où il gravit tous les échelons jusqu'au poste de ministre adjoint. Le 18 août 2020, il est nommé ministre des Affaires étrangères par le nouveau sultan, Haïtham ben Tariq, en remplacement de Youssef al-Alawi Abdullah. 